# جائزة غرامي التقنية
جائزة جرامي للتقنية (بالإنجليزية: Technical Grammy Award)‏ هي جائزة الاستحقاق الخاصة المقدمة إلى الأفراد و / أو الشركات الذين قدموا مساهمات ذات الأهمية التقنية البارزة. وقد تم تسليم الجائزة لأول مرة في عام 1994 إلى الدكتور توماس ستوكهام الابن آخرون الذين حصلوا على هذه الجائزة تشمل راي دولبي ، إيكوتارو كاكيهاشي ، روبرت نيف ، ليه بول ، فيل رامون ، الدكتور روبرت موغ ، جيوف إميريك ، توم دود ، بيل بوتنام ، جورج ماسنبرغ ، روجر لين ، ليو فيندر، وتوماس الفا اديسون. وتشمل الشركات التي تم تكريمها AKG ، Apple Computer ، Digidesign ، JBL Professional ، Lexicon ، Shure Incorporated ، Sony / Philips.